# Списък на реките в Европа (водосборни басейни на безотточните области)
В списъка са описани всички реки над 200 km във вътрешните, безотточни басейни на Европа. Към вътрешните безотточни басейни на Европа попадат водосборните басейни на: Каспийско море и междуречията Емба – Урал и Волга – Урал.
Списъкът е съставен на следния принцип: море – река – приток от първи порядък – приток от втори порядък и т.н. Пред всеки от притоците от втори порядък нататък е поставен километърът, на който се влива в главната река, като километрите са отчетени от устието към извора на реката с по-висок порядък в съответствие с „Държавния воден регистър на Русия“. Притоците са подредени от извора към устието на реката от по-голям порядък. Изключения правят тези реки, които не се вливат директно в реката от по-горен порядък, а в някой неин проток, ръкав или близко езеро. Със съответната стрелка са показани кой приток от коя страна на реката се влива: → ляв приток, ← десен приток, считано по посоката на течението на реката с по-голям порядък. След името на съответната река са показани нейната дължина (в km) и площта на водосборния ѝ басейн (в km²).

## Разпределение по басейни
| Водосборен басейн         | Над 1000 km | От 500 до 999 km | От 200 до 499 km | Общо |
| ------------------------- | ----------- | ---------------- | ---------------- | ---- |
| Каспийско море            | 6           | 19               | 87               | 112  |
| междуречие Емба – Урал    | –           | 2                | –                | 2    |
| междуречие Волга – Урал   | –           | 2                | 1                | 3    |
| Безотточни области (общо) | 6           | 23               | 88               | 117  |

### Каспийско море
- Емба 712 / 40 400 Казахстан

- Урал 2458 / 213 000 Русия, Казахстан

- 2116 → Гумбейка 202 / 4490 Русия
- 1827 ← Таналик 225 / 4160 Русия
- 1733 → Голям Кумак 212 / 7900 Русия
- 1715 → Ор 332 / 18 600 Казахстан, Русия
- 1286 ← Сакмара 798 / 30 200 Русия

- 220 ← Голям Ик 341 / 7670 Русия

- 1085 → Илек 623 / 41 300 Казахстан, Русия

- 184 → Хобда 225 / 14 700 Казахстан, Русия

- → Шънгърлау (Утва) 290 / 6940 Казахстан
- 739 ← Шаган (Чаган) 264 / 7530 Русия, Казахстан

- Волга 3531 / 1 360 000 Русия, Казахстан

- 2917 → Медведица 259 / 5570 Русия
- → Молога 456 / 29 700 (влива се в Рибинското водохранилище) Русия

- 58 → Чагодоща 242 / 9680 Русия

- 57 ← Колп 254 / 3730 Русия

- → Кострома 354 / 16 000 (влива се в Горкиевското водохранилище) Русия
- 2372 → Унжа 426 / 28 900 Русия

- 33 ← Нея 253 / 6060 Русия

- 2231 ← Ока 1500 / 245 000 Русия

- 1303 ← Зуша 234 / 6950 Русия
- 1203 ← Упа 345 / 9510 Русия
- 1164 → Жиздра 223 / 9170 Русия
- 1122 → Угра 399 / 15 700 Русия
- 990 → Протва 282 / 4620 Русия
- 870 ← Осьотър 228 / 3480 Русия

- 855 → Москва 502 / 17 600 Русия
- 615 ← Проня 336 / 10 200 Русия
- 350 ← Мокша 656 / 51 000 Русия

- 105 → Вад 222 / 6500 Русия
- 51 → Цна 451 / 21 500 Русия

- 204 ← Тьоша 311 / 7800 Русия
- 87 → Клязма 686 / 42 500 Русия

- 269 → Нерл 284 / 6780 Русия
- 68 → Лух 240 / 4450 Русия

- 2142 → Керженец 290 / 6140 Русия
- 2064 ← Сура 841 / 67 500 Русия

- 320 ← Бариш 247 / 5800 Русия
- 277 → Алатир 296 / 11 200 Русия
- 116 → Пяна 436 / 8060 Русия

- 2029 → Ветлуга 889 / 39 400 Русия

- 682 ← Вохма 219 / 5560 Русия
- 169 → Уста 253 / 6030 Русия

- 1925 → Болшая Кокшага 294 / 6330 Русия
- 1875 → Илет 204 / 6450 Русия
- 1852 ← Свияга 375 / 16 700 Русия

- 1804 → Кама 1805 / 507 000 Русия

- 1193 → Весляна 266 / 7490 Русия
- 1109 ← Коса 267 / 10 300 Русия

- 15 ← Тимшор 235 / 2650 Русия

- 1056 → Пилва 214 / 2020 Русия
- 958 → Вишера 415 / 31 200 Русия

- 38 → Глуха Вилва 234 / 1740 Русия

- 34 ← Колва 460 / 13 500 Русия

- 175 → Берьозовая 208 / 3610 Русия

- 879 → Яйва 304 / 6250 Русия
- 810 ← Инва 257 / 5920 Русия
- 807 → Косва 283 / 6300 Русия
- 780 ← Обва 247 / 6720 Русия

- 693 → Чусовая 592 / 42 700 Русия

- 32 ← Усва 266 / 3170 Русия
- → Силва 493 / 19 700 (влива се в Камското водохранилище) Русия

- 83 ← Барда 209 / 1970 Русия
- 26 → Ирен 214 / 6110 Русия

- 329 ← Сива 206 / 4870 Русия
- 240 → Буй 228 / 6530 Русия

- 177 → Белая 1430 / 142 000 Русия

- 837 ← Нугуш 235 / 3820 Русия
- 585 ← Зилим 215 / 3280 Русия
- 561 ← Сим 239 / 11 700 Русия

- 6 → Инзер 307 / 5380 Русия

- 487 ← Уфа 918 / 53 100 Русия

- 382 → Ай 549 / 15 000 Русия
- 252 → Юрюзан 404 / 7240 Русия

- 475 → Дьома 535 / 12 800 Русия
- 115 ← Танип (Бързи Танип) 345 / 7560 Русия
- 83 → Сюн 209 / 4500 Русия

- 124 ← Иж 259 / 8510 Русия
- 118 → Ик 571 / 18 000 Русия
- 3 → Зай 219 / 5020 Русия

- 0 ← Вятка 1314 / 129 000 Русия

- 921 ← Кобра 324 / 7810 Русия
- 804 ← Летка 260 / 3680 Русия
- 738 → Чепца 501 / 20 400 Русия
- 544 ← Молома 419 / 12 700 Русия
- 400 ← Пижма 305 / 14 660 Русия
- 222 → Килмез 270 / 17 200 Русия

- → Шешма 259 / 6040 (влива се в Куйбишевското водохранилище) Русия
- ← Мьоша 204 / 4180 (влива се в Куйбишевското водохранилище) Русия

- 1551 → Болшой Черемшан 336 / 11 500 Русия
- 1429 → Сок 363 / 11 700 Русия

- 33 ← Кондурча 294 / 3950 Русия

- 1398 → Самара 594 / 46 500 Русия

- 276 ← Ток 306 / 5930 Русия
- 269 → Бузулук 248 / 4460 Русия
- 44 ← Болшой Кинел 422 / 14 900 Русия

- 132 → Малък Кинел 201 / 2690 Русия

- 1362 → Чапаевка 298 / 4810 Русия
- 1209 → Чагра 251 / 3440 Русия
- 1150 → Малък Иргиз 235 / 3900 Русия
- 1096 → Голям Иргиз 675 / 24 000 Русия

- 406 → Камелик 222 / 9070 Русия

- 1023 ← Терешка 273 / 9710 Русия
- 802 → Еруслан 278 / 5570 Русия

- Източен Манич 141 / 12 500 Русия

- ← Калаус 436 / 9700 Русия

- Кума 802 / 33 500 Русия

- Терек 623 / 43 200 Грузия, Русия

- 409 → Малка 210 / 10 000 Русия
- 177 ← Сунжа 278 / 12 200 Русия

- Самур 213 / 7330 Русия, Азербайджан

### МеждуречиеЕмба–Урал
- Сагъз 511 / 19 400 (губи се в Прикаспийската низина) Казахстан
- Уил 761 / 31 500 (губи се в Прикаспийската низина) Казахстан

### МеждуречиеВолга–Урал
- Голям Узен 650* / 15 600* (влива се в Камъш-Самарските езера) Русия, Казахстан
- Малък Узен 628* / 18 250* (влива се в Камъш-Самарските езера) Русия, Казахстан
- Ашчъозек 258 / 7150 (влива се в езерото Аралсор Казахстан